# Szuperhekusok
A Szuperhekusok (eredeti cím olaszul: Poliziotti dell'ottava strada, angolul: Miami Supercops) 1985-ben bemutatott olasz bűnügyi-filmvígjáték, amelynek főszereplői Bud Spencer és Terence Hill. A rendezője Bruno Corbucci, a producere Josi W. Konski, a forgatókönyvírója Bruno Corbucci és Luciano Vincenzoni, a zeneszerzői Carmelo és Michelangelo La Bionda. A mozifilm a Trans-Cinema TV és az El Pico S.A. gyártásában készül. Műfaját tekintve akciófilm, bűnügyi film és filmvígjáték.
Olaszországban 1985. novemberében, Magyarországon 1989. augusztus 17-én mutatták be a mozikban.

## Cselekmény
Három bűnöző kifosztja az egyik detroiti bankot. Bár az egyik tettest még a helyszínen ártalmatlanná teszik, társát pedig börtönbe dugják, a harmadiknak sikerül eltűnnie a húszmillió dollárral. Hét évvel később a börtönből frissen szabadult bankrablót holtan találják Miamiben. Mivel a rendőrök tehetetlenek, két FBI-ügynök veszi át a nyomozást, beépülve a miami rendőrség soraiba. Forest és Bennet minden tehetségére szükség van, hogy a hét éve eltűnt dollármilliókat és a pénzzel bujkáló gazfickót kézre kerítsék.

## Szereplők
| Szereplő                                     | Színész             | Magyar hang       |
| -------------------------------------------- | ------------------- | ----------------- |
| Doug Bennett ügynök / Jay Donell rendőrtiszt | Terence Hill        | Ujréti László     |
| Steve Forest ügynök / Allow Ray rendőrtiszt  | Bud Spencer         | Bujtor István     |
| Tanney főnök                                 | C.B. Seay           | Bozóky István     |
| Charro                                       | William ’Bo’ Jim    | Hankó Attila      |
| Robert Delman / Ralph Duran                  | Ken Ceresne         | Tolnai Miklós     |
| Irene                                        | Jackie Castellano   | Tóth Enikő        |
| Csapos                                       | C.V. Wood Jr.       | Fillár István     |
| Joe Garret                                   | Richard Liberty     | Kristóf Tibor     |
| Anabella                                     | Rhonda S. Lundstead | Kiss Erika        |
| Pancho                                       | Buffy Dee           | Huszár László     |
| Denniserné, a sebész felesége, állatorvos    | Jody Wilson         | Dallos Szilvia    |
| Buszsofőr                                    | Clarence Thomas     | Kránitz Lajos     |
| Fletcher úr                                  | Lou Marsh           | Horkai János      |
| Rendőrfőnök                                  | Harold Bergman      | Somogyvári Pál    |
| Tanney rendőrfőnökkel golfozó FBI nyomozó    | Fred Buck           | Perlaki István    |
| Ügyeletes rendőr a portán                    | Omar Caraballo      | Kerekes József    |
| Benett főnöke, New York-i rendőrfőnök        | Jack McDermott      | Dobránszky Zoltán |
| Lyan                                         | Barry Hober         | Koroknay Géza     |
| Tolvajok főnöke a buszon                     | Luke Halpin         | Felföldi László   |
| Ramon, Delman komornyikja                    | N/A                 | Felföldi László   |
| Tanney rendőrfőnök felesége                  | N/A                 | Örkényi Éva       |
| Pimasz zsaru a rendőrgyűlésen                | N/A                 | Csankó Zoltán     |
| Fletcher úr drapp zakós embere               | N/A                 | Pusztai Péter     |
| Fiatal tanuló helikopterpilóta               | N/A                 | Bor Zoltán        |
| Piros sportruhás, bajszos férfi a stadionban | N/A                 | Vass Gábor        |
| Néger útonálló a buszon                      | N/A                 | Both András       |

## Fogadtatás
A film nem tudott olyan népszerűvé válni, mint más hasonló alkotások, aminek oka elsősorban a korábbihoz képest nagyobb hangsúlyt kapott akció- és krimielemek, valamint a túlságosan a fő cselekményszálra koncentráló történet. Ezek mellett kevésbé tudott érvényesülni a Spencer-Hill duó filmjeinek jellegzetes komikuma. Ugyanakkor hiányoztak az igazán újszerű ötletek is, mivel a páros már alakított rendőröket a Bűnvadászokban, álnéven tevékenykedő ügynököket pedig a Nyomás utána!-ban. Miután a színészpáros valamennyi szerepe már kultuszfilmmé vált, úgy az új generáció kezdi felfedezni a Szuperhekusokat is – épp emiatt az eltérő cselekményszövés miatt, amelyben nagyobb szerepet kap a logika, a nyomozás, s kevesebbet a verekedés.

## Televíziós megjelenések
TV-1, RTL Klub, Film+, Cool, Film+ 2, Prizma TV / RTL+ / RTL Három